# Bunt w Cattaro

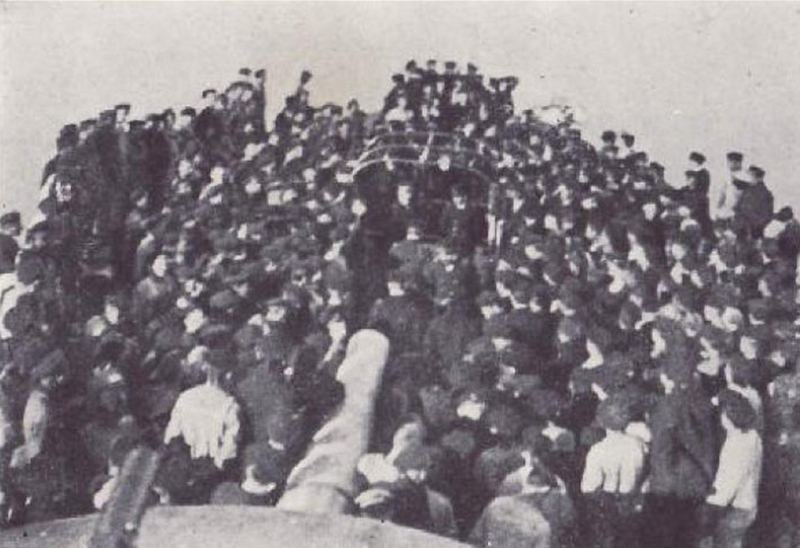
Buntownicy w Cattaro, 1918 r.

Bunt w Cattaro – bunt marynarzy Cesarsko-Królewskiej Marynarki Wojennej stacjonującej w  adriatyckim porcie Cattaro (dziś Kotor), mający miejsce w dniach 1–3 lutego 1918 roku, w schyłkowym okresie I wojny światowej. 

## Historia
Z początkiem 1918 roku marynarze Cesarsko-Królewskiej Marynarki Wojennej (niem. Kaiserliche und Königliche Kriegsmarine) cierpieli na niedostatek podstawowych produktów – żywności i odzieży. Okręty stały bezczynnie w porcie Cattaro w Zatoce Kotorskiej, a zachowanie ich załóg nie przystawało żołnierzom marynarki. Dowództwo przez długi okres tolerowało taki stan rzeczy, by w końcu wprowadzić ciężkie kary dyscyplinarne. 
W październiku 1917 roku czescy i słoweńscy marynarze zamknęli swoich dowódców w kabinach torpedowców, które następnie poddali Włochom. 10 grudnia 1917 roku Włosi przedarli się przez linie obronne i zatopili w porcie SMS „Wien”. 

## Przebieg buntu

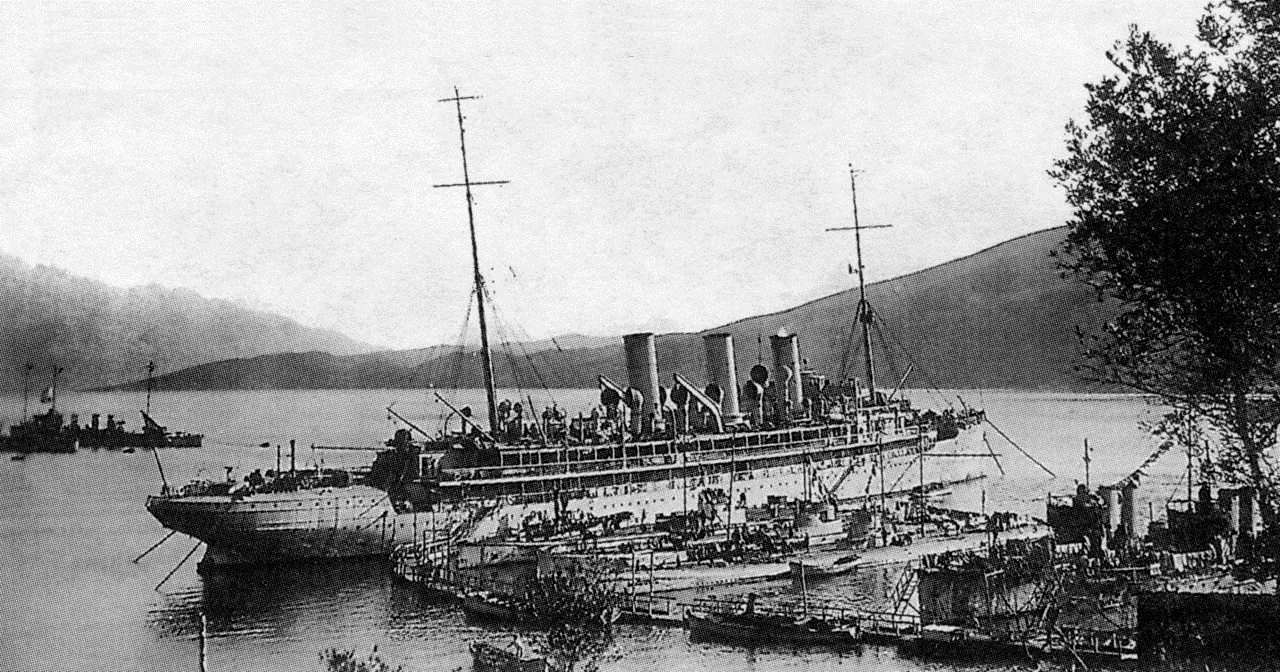
SMS „Gäa” w porcie Cattaro, ok. 1915–1918

Niedostatki zaopatrzenia, kary dyscyplinarne i niskie morale przyczyniły się do buntu, który wybuchł 1 lutego 1918 roku. Buntownicy zajęli krążowniki pancerne SMS „Sankt Georg” i SMS „Kaiser Karl VI” oraz SMS „Gäa”. Bunt rozszerzył się na instalacje portowe i stację wodnosamolotów w Kumborze, lecz nie objął wszystkich jednostek w porcie. M.in. zabito I oficera krążownika „Sankt Georg” (kmdr por. Egon Ritter Zipperer von Arbach).
Około 400 marynarzy uczestniczących w buncie założyło komitet, który objął dowodzenie. Komitet przedstawił żądania zapewnienia lepszego wyżywienia, dodatkowych urlopów i więcej czasu wolnego podczas służby na okrętach, buntownicy domagali się również pokoju bez aneksji terytorialnych (propozycja Rosji), wprowadzenia zasad demokracji i prawa narodów do samostanowienia (w odpowiedzi na czternaście punktów Wilsona). Przywódcy podjęli próbę powiadomienia o buncie założyciela ruchu socjaldemokratycznego w Austrii Victora Adlera (1852–1918) i węgierskiego polityka Mihálya Károlyiego (1875–1955), do których informacje jednak nie dotarły.  
Przerażone buntem władze austriackie zareagowały bardzo szybko. Komendant portu Oskar Guseck von Glankirchen zmobilizował artylerię nabrzeżną i ściągnął z Puli trzy okręty. Wsparcia udzieliły również niemieckie okręty podwodne. Buntownikom postawiono ultimatum. W ciągu paru godzin bunt został zakończony.

## Konsekwencje
Aresztowano ok. 800 osób, czterech przywódców buntu zostało straconych, 392 uczestników postawiono przed sądem wojennym. W ostatnich tygodniach wojny oskarżenia wycofano wobec 348 osób.    
Cesarz Karol I Habsburg dokonał zmian personalnych w dowództwie marynarki. Kontradmirał Maximilian Njegovan podał się do dymisji, a jego miejsce zajął Miklós Horthy. 
Z uwagi na szybkie zakończenie buntu, nie miał on szczególnego znaczenia politycznego.    